# Asama (incrociatore)
L'Asama (淺間) fu il capoclasse dell'omonima classe di incrociatori corazzati (Sōkō jun'yōkan) costruiti per la marina imperiale giapponese verso la fine dell'ultimo decennio del XIX secolo. Dato che il Giappone non aveva la capità industriale per produrre una nave del genere, fu costruita in Gran Bretagna. Servì nella guerra russo-giapponese del 1904-1905 durante la quale partecipò alle battaglie di Chemulpo e del Mar Giallo senza riportare alcun danno, ma la sua fortuna non si ripeté durante la battaglia di Tsushima. All'inizio della prima guerra mondiale l'Asama cercò senza successo gli incrociatori ausiliari tedeschi nel Pacifico fino a quando non fu severamente danneggiata da un incaglio al largo della costa messicana all'inizio del 1915. Le riparazioni richiesero due anni e fu poi usata principalmente come nave d'addestramento per il resto della sua carriera. La nave fece un totale di 12 corsi d'addestramento prima che rimanesse nuovamente danneggiata per un incaglio nel 1935. L'Asama divenne quindi una nave scuola stanziale, fino a quando non fu demolito tra il 1946 e il 1947.

## Progetto e descrizione
Il piano di espansione navale del 1896 fu stilato dopo la prima guerra sino-giapponese e includeva 4 incrociatori corazzati, oltre a 4 corazzate. Tutte le navi furonono ordinate a cantieri britannici dato che il Giappone non aveva la capacità industriale necessaria. Ulteriori considerazioni sul programma di costruzione russo portarono la marina imperiale giapponese a credere che le corazzate ordinate non sarebbero bastate per contrastare la marina russa. Limitazioni budgettarie bloccarono l'acquisto di altre corazzate e quindi i giapponesi decisero di espandere il numero degli incrociatori corazzati da 4 a 6 unità. Il piano navale rivisitato è comunemente conosciuto come "Flotta Sei-Sei". A differenza della maggior parte degli incrociatori contemporanei, progettati per la guerra di corsa o per la difesa coloniale e delle rotte commerciali, l'Asama e le sue navi gemelle furono pensate come esploratori di flotta e per prendere parte alla linea di battaglia.
La nave aveva una lunghezza fuori tutto di 134,72 metri e 124,36 m tra le perpendicolari. Aveva un baglio massimo di 20,48 metri e un'immersione media di 7,43 m. L'Asama dislocava 9710 t con carico normale e 10519 t a pieno carico. La nave aveva un'altezza metacentrica di 0,85 m. L'equipaggio consisteva in 676 tra ufficiali e marinai.
L'Asama aveva due motori a vapore a triplice espansione da 4 cilindri, ognuno collegato ad una singola linea d'assi. Il vapore necessario era prodotto da una dozzina di caldaie cilindriche e i motori avevano una potenza indicata totale di 13000 kW. La nave aveva una velocità di progetto di 22 nodi e raggiunse i 22,07 nodi (alla potenza di 14000 kW) durante le prove in mare. Trasportava un massimo di 1410 t di carbone e poteva navigare per 10000 miglia nautiche alla velocità di 10 nodi.
L'armamento principale per tutti gli incrociatori corazzati della "Flotta Sei-Sei" era composto da 4 cannoni da 203 mm in torrette binate davanti e dietro la sovrastruttura. L'armamento secondario consisteva in 14 cannoni a fuoco rapido da 152 mm "Pattern Z" della Elswick Ordnance Company. Solo 4 di questi non erano montati in casematte sul ponte principale e superiore e i loro affusti erano invece posizionati sul ponte superiore e protetti da scudi. L'Asama era anche equipaggiato con una dozzina di cannoni a fuoco rapido Type 41 3-inch (7,62 cm)/40 e 8 cannoni a fuoco rapido Yamauchi da 2,5 libbre per la difesa a corto raggio contro le torpediniere. La nave era equipaggiata anche con 5 tubi lanciasiluri da 457 mm, uno fuori dell'acqua a prua e 4 sommersi, due su ogni lato.
Tutti gli incrociatori corazzati della "Flotta Sei-sei" ebbero lo stesso schema di corazzatura con differenze minori, tra cui quella che i due classe Asama avevano corazza harveizzata meno resistente. La cintura al galleggiamento correva per tutta la lunghezza e lo spessore variava tra i 178 mm a metà nave e gli 89 mm a prua e poppa. Aveva un'altezza di 2,13 m, di cui 1,52 m normalmente sott'acqua. Il corso superiore della corazzatura era spesso 127 mm e si estendeva tra il limite superiore della cintura corazzata e il ponte principale, estendendosi per 65,42 m tra le brabette di prua e di poppa. La classe Asama aveva paratie oblique corazzate da 127 mm che chiudevano le estremità della cittadella centrale corazzata. Le barbette, torrette e fronte delle casematte erano spesse 152 mm, mentre i lati erano spessi 51 mm. Il ponte corazzato era spesso 51 mm e la corazzatura del torrione era da 356 mm.

## Costruzione e servizio

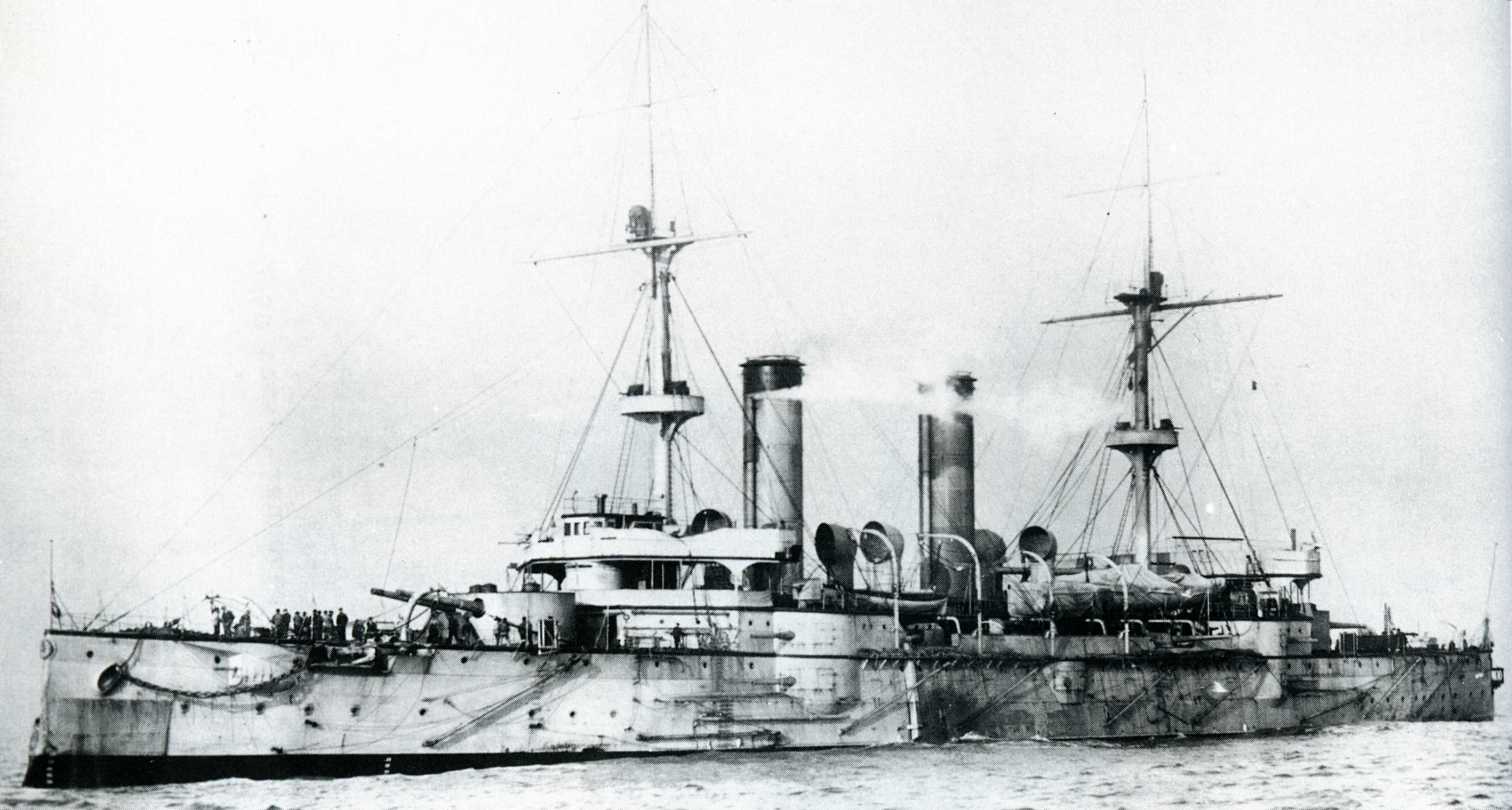
L'Asama all'ancora al completamento, 1898.

Il contratto dell'Asama, così chiamato dal vulcano attivo monte Asama, fu firmato il 6 luglio 1897 con l'Armstrong Whitworth. La nave era già stata impostata come speculazione nel cantiere di Elswick il 20 ottobre 1896. Fu varato il 21 marzo 1898 e completato il 18 marzo 1899. L'Asama partì per il Giappone il giorno dopo ed arrivò a Yokosuka il 17 maggio. Il 30 aprile 1900 la nave fu utilizzata dall'imperatore Meiji durante una rivista della flotta davanti a Kobe. Nel luglio 1902 l'Asama fu l'ammiraglia del retroammiraglio G. Ijuin come parte della delegazione mandata nel Regno Unito per la rivista navale per l'incoronazione di Edoardo VII a Spithead il 16 agosto. Visitò anche Anversa in luglio e Cork ad agosto. Durante la tratta verso l'Irlanda di questo viaggio la nave testò alcune tecnologie radio avanzate tra Malta e la Gran Bretagna.

### Guerra russo-giapponese

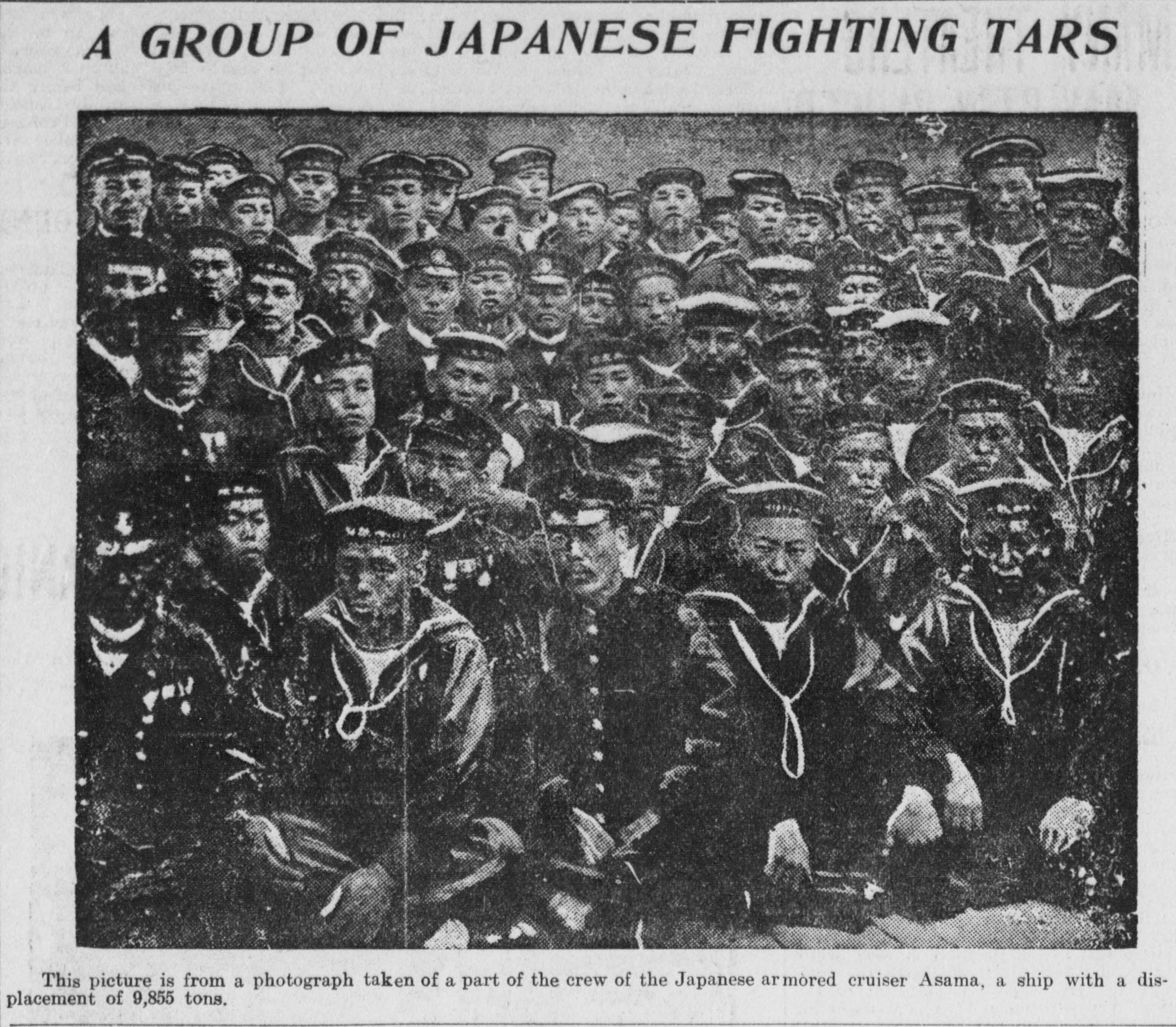
Alcuni marinai dell'Asama nel 1904, prima dell'inizio della guerra russo-giapponese.

All'Inizio della guerra russo-giapponese, nel febbraio 1904, l'Asama fu assegnato alla 2ª divisione della Seconda Flotta, anche se fu accorpata alla 4ª divisione del retroammiraglio Uryū Sotokichi per operazioni vicino a Seul, in Corea. Le sue navi ricevettero l'ordine di scortare i trasporti che portavano le truppe a Chemulpo, Il porto di Seul sulla costa ovest, e di distruggere l'incrociatore protetto russo Varyag e la cannoniera Korietz che erano di guardia a Chemulpo. Le truppe furono sbarcate con successo nella notte tra l'8 e il 9 febbraio e le navi giapponesi lasciarono il porto la mattina seguente per bloccare le uscite, dato che la legge internazionale vieta i combattimenti tra due nazioni in guerra in un porto neutrale. I Giapponesi notificarono ai Russi al mattino lo stato di guerra, dopo che la marina nipponica aveva lanciato nella notte un attacco a Port Arthur. Le due navi Russe uscirono dal porto più tardi al mattino. Il Varyag fu l'obiettivo del grosso del fuoco giapponese e l'Asama lo colpì almeno due volte, distruggendo la plancia e aprendo una falla sotto al galleggiamento che causò una seria inclinazione laterale. Le navi russe riuscirono a tornare in porto e si autoaffondarono nel pomeriggio. L'Asama non ricevette danni nello scontro e si riunì poco dopo alla 2ª divisione dell'viceammiraglio Kamimura Hikonojō.
Agli inizi di marzo Kamimura ricevette l'ordine di portare a nord la 2ª divisione e di passare davanti a Vladivostok. Mentre incrociavano in cerca di navi russe nell'area, il 6 marzo gli incrociatori giapponesi bombardarono il porto e le difese di Vladivostok con poca efficacia. Al ritorno in Giappone qualche giorno dopo, la 2ª divisione ricevette l'ordine di scortare la divisione di guardie imperiali in Corea e poi di unirsi al blocco navale su Port Arthur. L'Asama fu poi trasferito alla 3ª divisione del retroammiraglio Dewa Shigetō. Il viceammiraglio Tōgō Heihachirō, comandante della Flotta Combinata, riuscì con successo il 13 aprile nell'attirare fuori una parte della Squadra del Pacifico russa, inclusa l'ammiraglia del viceammiraglio Stepan Makarov, la corazzata Petropavlovsk. Durante l'azione l'Asama ingaggiò gli incrociatori russi che precedevano le corazzate, prima di ritornare alle corazzate di Tōgō. Quando Makarov avvistò cinque corazzate giapponesi, tornò indietro verso Port Arthur e la sua ammiraglia entrò nel campo minato appena posato dai giapponesi. La nave affondò in meno di due minuti dopo che una delle due polveriere esplose e Makarov fu una delle 677 vittime. Oltre a questa perdita, la corazzata Pobeda fu anche danneggiata da una mina.
Il 23 giugno la nave era presente al tentativo abortito della Squadra del Pacifico di raggiungere Vladivostok forzando il blocco, ma il nuovo comandante della squadra, il retroammiraglio Wilgelm Vitgeft, ordinò di tornare a Port Arthur quando incontrò la linea di battaglia giapponese poco prima del tramonto, dato che non aveva intenzione di ingaggiare il nemico numericamente superiore in una battaglia notturna.

#### Battaglia del Mar Giallo

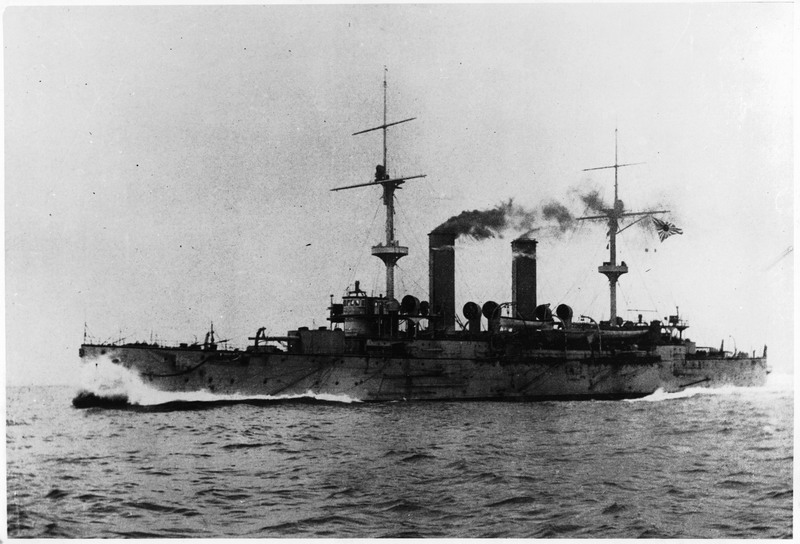
L'Asama in navigazione nel 1904, durante la guerra russo-giapponese.

La mattina del 10 agosto 1904 l'Asama stava facendo rifornimento di carbone quando i Russi uscirono da Port Arthur cercando sempre di raggiungere Vladivostok. La nave non era in una posizione per poter dar battaglia e si unì all'azione solo alle 19:00, quando aprì il fuoco ad una distanza di 9000 m sulla corazzata danneggiata Poltava. I proietti addero corti e gli incrociatori russi arrivarono in supporto della corazzata, quindi per le 19:25 l'Asama si ritrovò nel caldo dello scontro con le navi russe, ad una distanza di 7500 m. Nonostante l'arrivo, verso le 19:30, degli anziani incrociatori della 5ª divisione del retroammiraglio Yamada Hikohachi, l'Asama fu forzato a disingaggiarsi dal crescente numero di navi russe nel campo di tiro. La mattina seguente s'incontrò con la 1ª divisione di Tōgō e si riunì alla 3ª divisione. Il 14 agosto questa ricevette l'ordine di fare rotta per Tsingtao per confermare che i tedeschi avessero davvero internato la corazzata Cesarevic e tre cacciatorpediniere che lì si erano rifugiati dopo la battaglia. Al ritorno, la divisione fu riassegnata al blocco di Port Arthur.
Il 18 settembre l'Asama e l'incrociatore corazzato Iwate furono trasferiti alla 1ª divisione. Quando all'inizio di dicembre l'armata imperiale giapponese iniziò ad affondare le navi russe a Port Arthur con obici di grosso calibro, Tōgō ordinò che i due incrociatori tornassero a casa per essere raddobbati. Il 30 dicembre l'Asama e l'incrociatore corazzato Azuma furono spediti a nord nello stretto di Tsugaru. Prima che le navi della Flotta del Baltico si avvicinassero al Giappone, i due incrociatori furono richiamati a sud per unirsi alla 2ª divisione di incrociatori corazzati di Kamimura.

#### Battaglia di Tsushima

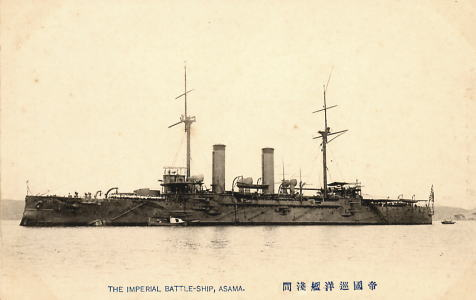
Una cartolina giapponese dell'Asama all'ancora, dopo il 1904.

La 2ª e la 3ª Squadra del Pacifico della marina russa approcciarono il Giappone il 27 maggio, dopo aver navigato dal Mar Baltico, e furono avvistate da una pattuglia giapponese di prima mattina, ma la visibilità era ridotta la ricezione radio debole. I rapporti preliminari furono abbastanza da spingere Tōgō ad ordinare alle sue navi di prendere il mare e la 2ª divisione avvistò le navi russe al comando del viceammiraglio Zinovy Rozhestvensky verso le 11:30. Kamimura si avvicinò a circa 8000 m prima di virare bruscamente per rimettersi nella linea di battaglia delle corazzate di Tōgō. L'Asama era il quinto di sei quando Tōgō aprì il fuoco sulla 2ª Squadra del Pacifico verso le 14:10 e come altre navi della divisione ingaggiò la corazzata Oslyabya. L'incrociatore fu colpito da un proietto da 305 mm alle 14:28 e il colpo mise fuori uso il meccanismo del timone. Uscì dalla formazione per le riparazioni che furono completate sei minuti dopo. Mentre cercava di riunirsi alle navi di Kamimura, fu colpita da ltri due proietti da 305 mm che causarono un serio allagamento, abbastanza per abbassare l'immersione di 1,5 m e per ridurle la velocità. Nonostante i danni, l'Asama riuscì a riunirsi alla 1ª divisione alle 15:15. L'incrociatore riuscì a raggiungere la propria divisione alle 15:50 ma era molto rallentata dalla falla. Alle 16:10 un colpo da 152 mm bucò la base del fumaiolo posteriore, riducendo il tiraggio delle caldaie fino a quando il buco non fu riparato venti minuti dopo. La nave riuscì ad accodarsi alla Iwate solo alle 17:05.
Dopo le 17:30 Kamimura guidò la sua divisione in un'infruttuosa caccia ad alcuni incrociatori russi, lasciando le corazzate di Tōgō da sole. Abbandonò la caccia verso le 18:03 e virò verso nord per riunirsi a Tōgō. Le sue navi furono avvistate a poppa della linea di battaglia russa verso le 18:30 e aprire il fuoco ad una distanza di 8000–9000 metri. Non si sa nulla dell'efficacia del tiro sulle navi russe e alle 19:30 cessò il fuoco e si ritrovò con Tōgō alle 20:08, mentre scendeva la notte. La falla dell'Asama aumentò durante la notte e alle 06:30 fu obbligato a fermarsi per quasi un'ora prima di poter continuare. Il grosso delle navi russe sopravvissute fu avvistato il mattino seguente e le navi giapponesi aprirono il fuoco verso le 10:30, stando oltre la gittata dei cannoni russi. Il retroammiraglio Nikolai Nebogatov decise quindi di arrendersi con le sue navi, dato non poteva rispondere al fuoco o ridurre la distanza. L'anziano incrociatore corazzato russo Dmitrii Donskoi fu avvistato poco prima delle 18:00 e l'Asama ricevette l'ordine da Tōgō di inseguirlo per supportare gli incrociatori protetti della 4ª divisione. Al momento in cui l'incrociatore incontrò la 4ª divisione, la notte era già scesa e il Dmitrii Donskoi si era rifugiato in acque poco profonde. La nave russa fu ritrovata al mattino dopo che la maggior parte dell'equipaggio era sbarcato e la nave si preparava ad essere autoaffondata. Il tentativo giapponese di cattura fu abortito quando la nave si rovesciò ed affondò. Durante la battaglia l'Asama era stata colpita da tre proietti da 305 mm, due da 229 mm e sette di calibro minore che avevano ucciso 11 uomini e feriti 13. La nave raggiunse l'arsenale di Maizuru il 30 maggio per essere riparata. Il 15 settembre trasportò per la Baia di Tokio l'imperatore Meiji durante tutta la rivista della flotta per la vittoria.
La nave fu assegnata alla squadra d'addestramento dal 1 giugno 1910 al 1 aprile 1911, mentre svolse dal 16 ottobre 1910 al 6 marzo 1911 una crociera d'addestramento per i cadetti verso il Nord e Centro America e le Hawaii, accompagnata dall'incrociatore protetto Kasagi. Questa fu la prima della dozzina di crociere d'addestramento svolte fino al 1935, la seguente durò dal 20 aprile all'11 agosto 1914.

### Prima guerra mondiale
Il 14 settembre 1914 l'Asama lasciò Yokosuka come parte della 1ª Squadra dei Mari del Sud che cercò tra le isole dei Mari del Sud la squadra tedesca in Asia Orientale del viceammiraglio Maximilian von Spee. Il 25 ottobre la nave fu distaccata a Honolulu, alle Hawaii, per prevenire la partenza della cannoniera tedesca SMS Geier, agendo insieme alla corazzata ex-russa Hizen. Dopo che la cannoniera fu internata l'8 novembre, le due navi navigarono assiame per unirsi il 22 dello stesso mese alle altre navi della squadra di spedizione americana a Bahia Magdalena, in Baja California. La squadra si spostò a sud per cercare navi corsare tedesche lungo la costa occidentale del sudamerica. L'11 dicembre, dopo aver ricevuto la notizia della vittoria britannica alla Battaglia delle Falkland, la squadra si mosse verso nord per pattugliare le coste occidentali dell'America centrale e poi ancora più a nord, a gennaio, in acque messicane e statunitensi.
L'Asama ispezionò Mazatlán il 28 gennaio per poi procedere a investigare la desolata e arida baia di Puerto San Bartolomé in Baja California, dove il suo capitano, Yoshioka Hansaku, intendeva anche fare rifornimento dalla carboniera britannica SS Lena. Il 31 gennaio 1915 la nave colpì uno scoglio non segnalato all'entrata della baia e rimase bloccata. L'impatto aveva aperto una falla, inizialmente stimata di 15 m, che allagò completamente la sala caldaie e portò 1.2 m di acqua in sala macchine. Dopo il fallimento delle prove iniziali per disincagliare la nave, l'equipaggio iniziò a sbarcare le provviste e sistemarono le ancore di tonneggio per stabilizzare l'incrociatore ed evitare ulteriori danni al fondo. La carboniera SS Boyne arrivò quella sera e fu mandata a San Diego perché riportasse l'incidente alle autorità giapponesi, dato che l'Asama era senza corrente e la Lena non aveva alcuna radio.
L'incrociatore corazzato Izumo, ammiraglia della squadra comandata dal retroammiraglio Moriyama Keizaburo, arrivò il 12 febbraio e richiese l'immediato invio di navi di recupero e salvataggio. L'incrociatore protetto Chitose e la nave rifornimento SS Konan Maru arrivarono il 18 marzo e furono seguite il girono seguente dalla gemella dell'Asama, il Tokiwa, e dalla nave per le riparazioni Kamakura Maru. Il viceammiraglio Tochinai Sojiro, che arrivò a bordo del Tokiwa, sostituì Moriyama che doveva rientrare a casa. Il salvataggio della nave iniziò rapidamente all'arrivo della nave per riparazioni Kantō il 24 marzo, che portò con se 250 carpentieri navali dall'arsenale di Yokosuka. Il 14 aprile oltre 1600 tonnellate di materiale erano state rimosse dall'incrociatore e ulteriori investigazioni mostrarono che la sala macchine di prora aveva una falla da 7,8 m per 0,9 m e la falla nel locale caldaie misurava 2.1 m per 10.2 cm. Non risulta quindi assurdo che, dato lo stato del fondo della nave, pompare 6764 t di acqua non fu abbastanza per svuotare la nave. L'8 marzo la nave fu fatta galleggiare con successo ma i lavori richiesero altri tre mesi per renderla appena in grado di prendere il mare. L'Asama testò la bontà delle riparazioni il 21 agosto, fuori dalla baia, e due giorni dopo partì alla velocità di 6 nodi per la base navale britannica di Esquimalt, nella Columbia Britannica, per riparazioni temporanee, scortata dal Chitose e dalla Kantō. Durante il viaggio la nave dovette pompare tra le 710 e le 810 t di acqua per ora. Le riparazioni a Esquimalt ridussero questo numero a circa 100 t all'ora per quando, il 23 ottobre, l'incorciatore fu pronto per tornare a Yokosuka. Arrivò in patria il 18 dicembre e l'imperatore Taishō ricevette i suoi ufficiali al palazzo imperiale due giorni dopo. Le riparazioni permanenti, che inclusero il rimpiazzamento delle caldaie presenti con 16 caldaie a tubi d'acqua Miyabara e la rimozione del tubo lanciasiluri prodiero, non furono completate fino al marzo 1917. L'Asama servì come nave ammiraglia della Squadra Cacciatorpediniere (Suiraisentai) 2 dal 13 aprile al 4 agosto, prima che il 25 agosto fosse trasferita alla Squadra di Addestramento. Insieme alla Iwate, la nave, tra il 2 marzo e il 6 luglio 1918, navigò verso le coste occidentali dell'America settentrionale e centrale, le Hawaii e le isole dei mari del sud.

### Attività tra le due guerre

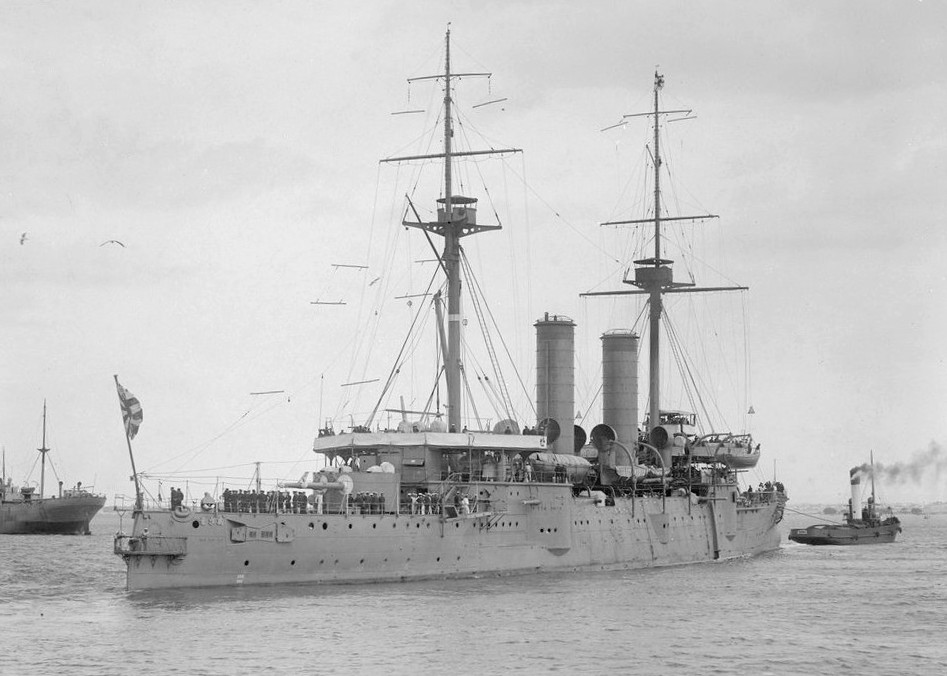
L'Asama rimorchiato in mare davanti all'Australia, tra il 1923 e il 1935.

Dopo la prima guerra mondiale l'Asama fu usata principalmente per navigazioni oceaniche di lungo raggio per addestramento di cadetti. Il 21 agosto 1920 iniziò una crociera d'istruzione in Sud America e Polinesia che durò fino al 2 aprile 1921. Il 1 settembre 1921 fu ridesignata come nave da difesa costiera di prima classe. Nel 1922 tutti i cannoni sul ponte principale, sei cannoni da 6" e quattro da 12", furono rimossi e le casematte furono sigillate. Inoltre, tutti i cannoni a tiro rapido da 2.5 lb furono rimossi e fu aggiunto solo un singolo cannone antiaereo 80/40 del tipo 3º anno.
A partire dal 26 luglio 1922, l'Asama riprese a fare crociere d'istruzione, solitamente ogni due anni, che la portarono in Australia, Asia sudorientale e nel Mediterraneo. Tutto terminò quando, nella notte del 13 ottobre 1935, la nave s'incagliò a nordnordovest dello stretto di Kurushima, nel Mare Interno. Il fondo fu molto danneggiato e, dopo il lavori di riparazione nell'arsenale di Kure, la nave fu dichiarata non più atta alla navigazione. Fu quindi assegnata il 5 luglio 1938 alla base di Kure come nave scuola ormeggiata.

### Seconda guerra mondiale

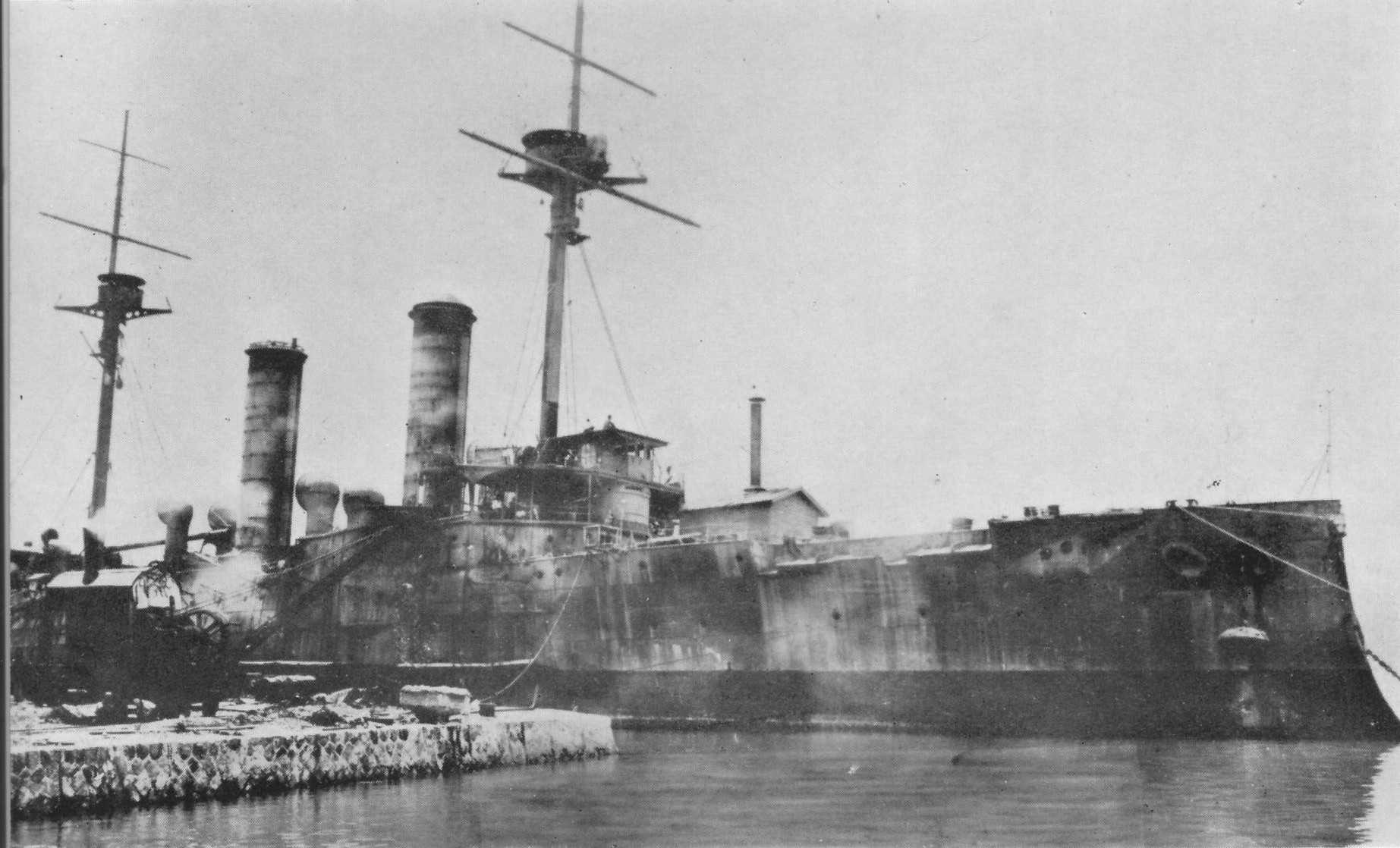
L'Asama il 25 agosto 1946.

L'Asama fu riclassificata come nave scuola nel luglio 1942 e il 5 agosto dello stesso anno fu trainata fino a Shimonoseki, dove divenne una nave scuola per artiglieri. Ad un certo punto della Guerra del Pacifico fu disarmata, rimanendo solo con alcuni cannoni antiaerei da 80/40, e fu radiata dall'albo della marina nipponica il 30 novembre 1945. La nave fu demolita nel cantiere di Innoshima della Hitachi tra il 15 agosto 1946 e il 25 marzo 1947.